# Schlachtgeschwader 152
Schlachtgeschwader 152 (dobesedno slovensko: Bojni polk 152; kratica SG 152 oz. SchlG 152) je bil jurišni letalski polk (Geschwader) v sestavi nemške Luftwaffe med drugo svetovno vojno; to je bila nadomestna enota.

## Organizacija
- štab
- I. skupina[1]